# Аватар: Огън и пепел
„Аватар: Огън и пепел“ (на английски: Avatar: Fire and Ash) е предстоящ американски епичен научнофантастичен филм от 2025 година на режисьора Джеймс Камерън. Той ще е третият филм на поредицата „Аватар“, и продължение на „Аватар: Природата на водата“ (2022). Камерън продуцира филма с Джон Ландау, докато Рик Джафа и Аманда Силвър оригинално са наети като съсценаристи; и по-късно е обявено, че Камерън, Джафа, Силвър, Джон Фрийдман и Шейн Салерно ще са част от сценарния процес за всички продължения, преди да завършат разделните сценарии; които правят евентуалните сценарни надписи за неясни. Членовете на актьорския състав Сам Уъртингтън, Зоуи Салдана, Стивън Ланг, Сигорни Уийвър, Джоел Дейвид Мур, Си Си Ейч Паундър, Дилип Рао, Джовани Рибизи, Мат Джералд, Клиф Къртис, Еди Фалко, Брендън Коуел, Мишел Йео, Джемейн Клемент и Уна Чаплин ще повторят ролите си от предишните филми, докато Дейвид Тюлис ще се превъплъти в нов герой.
Филмът се очаква да излезе по кината в Съединените щати на 19 декември 2025 г.

## Актьорски състав

### На'ви
- Сам Уъртингтън – Джейк Съли[10][11]
- Зоуи Салдана – Нейтири[10]
- Си Си Ейч Паундър – Мо'ат[12][13]
- Клиф Къртис – Тоновари[14][15]
- Сигорни Уийвър – Кири, осиновената дъщеря на Джейк и Нейтири[16] Уийвър оригинално се появява в първия филм като д-р Грейс Огъстийн, човек, която върви по следите на На'ви и умира по време на конфликта.[17]
- Стивън Ланг – Полковник Майлс Куорич[18][19][20]
- Дейвид Тюлис – неразкрита роля[21][22][23][24][25][26]

### Хора
- Джовани Рибизи – Паркър Селфридж[27]
- Джоел Дейвид Мур – доктор Норм Спелман[28]
- Дилип Рао – доктор Макс Пател[29]
- Еди Фалко – генерал Ардмор[30]
- Брендън Коуел – капитан Мик Скорсби[31]
- Мишел Йео – доктор Карина Мог[32]
- Джемейн Клемент – доктор Иън Гарвин[33]

### Неизвестни
- Мат Джералд – редник Лайл Уейфлит. Джералд е обявен да повтори ролята си през 2017 г.[34]
- Уна Чаплин – Варанг[35][36]

## Снимачен процес
Снимачния процес на „Аватар: Природата на водата“ и третия филм започнаха самостоятелно на 25 септември 2017 г. в Манхатън Бийч, Калифорния. На 14 ноември 2018 г. Камерън обяви, че снимките със главния актьорски състав за заснемането на изпълнение е завършено. Снимките на следващите две продължения ще започнат след опаковката на пост-продукцията на първите два продължения. По думите на продуцента Джон Ландау, игралните снимки за „Аватар 3“ и предшественика му започна в Нова Зеландия в началото на 2019 г. На 17 март 2020 г. Ландау обяви, че снимките за продълженията на „Аватар“ в Нова Зеландия ще са отложени незабавно по време на пандемията от COVID-19. Той също потвърди, че продукцията ще премине в Лос Анджелис. Въпреки това, работата по визуалните ефекти ще продължат със Weta Digital в Уелингтън.

## Музика
През август 2021 г. Ландау обяви, че Саймън Франглен ще композира музиката за продълженията на „Аватар“.

## Излизане
„Аватар 3“ е насрочен да излезе по кината на 19 декември 2025 г. от „Туентиът Сенчъри Студиос“.

## Филми от поредицата за „Аватар“
Поредицата „Аватар“ включва 3 филма:
- „Аватар“ (2009)
- „Аватар: Природата на водата“ (2022)
- „Аватар: Огън и пепел“ (2025)